# Franz Welser-Möst
Franz Leopold Maria Möst, známý pod uměleckým jménem Franz Welser-Möst (* 16. srpna 1960 Linec) je rakouský dirigent. Od roku 2002 je šéfdirigentem Cleveland Orchestra ve Spojených státech amerických, kde by měl působit minimálně do roku 2022. V minulosti řídil také orchestr Vídeňské státní opery, ale 5. října 2014 tuto pozici opustil pro neshody s vedením tohoto operního domu.

## Život

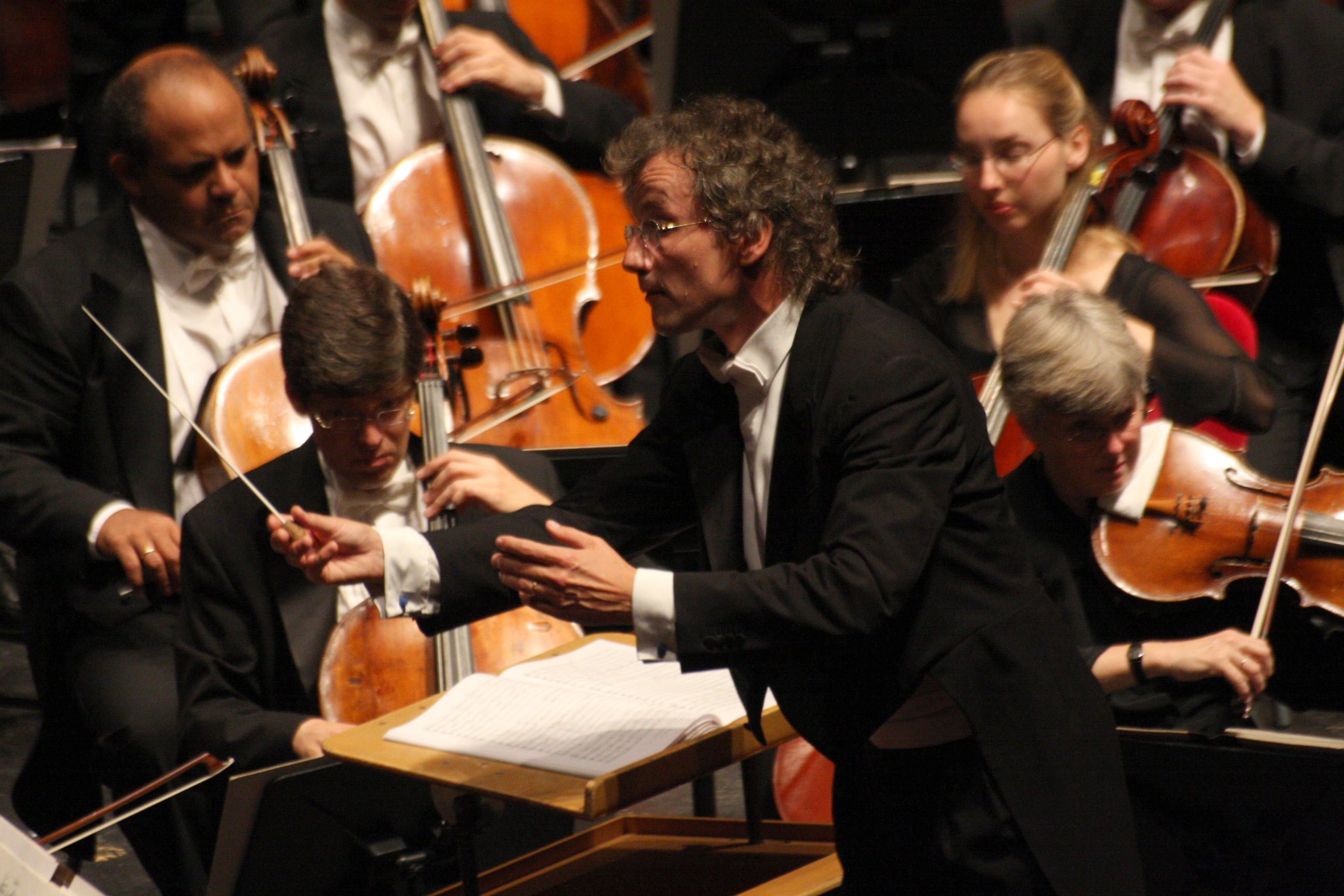
Franz Welser-Möst dirigující Clevelandský orchestr

Narodil se v hornorakouském Linci jako čtvrté dítě lékaře Franze Mösta a političky Marilies Möstové. Rodina byla velmi muzikální. Navštěvoval Hudební gymnázium v Linci, kde si jeho talentu všiml Balduin Sulzer. Ten se stal jeho nejdůležitějším učitelem a podporovatelem. Na gymnáziu studoval hru na housle a kompozici. Protože však při automobilové nehodě v roce 1978 utrpěl těžká zranění, musel se vzdát nadějí na kariéru jako houslista. Věnoval se pak zcela studiu dirigování, které absolvoval v letech 1980–1984 v Mnichově. V roce 1982 se stal vedoucím dirigentem Rakouského orchestru mládeže, kterým zůstal do roku 1985.
V roce 1985 přijal umělecké jméno Welser-Möst podle města Wels, kde vyrůstal. Tento návrh mu dal jeho mentor, německý baron Andreas von Bennigsen (1941–2000), který jej v roce 1986 adoptoval. Později se však rozešli a v roce 1992 se Welser-Möstovou ženou (po jejím rozvodu) stala Bennigsenova podstatně mladší manželka Angelika.

## Hudební kariéra
První významný debut Franze Welsera-Mösta jako dirigenta se uskutečnil při Salcburském festivalu (Salzburger Festspiele) v roce 1985. Roku 1990 se stal šéfdirigentem Londýnského symfonického orchestru. Jeho tamní působení, které skončilo v roce 1996, však bylo vnímáno rozporuplně. V letech 1995–2000 byl šéfdirigentem Curyšské opery, kde uvedl 27 nových představení.
Od sezóny 2002/2003 se stal šéfdirigentem Clevelandského orchestru, v roce 2008 mu byla smlouva prodloužena do sezóny 2017/2018, později pak do roku 2022. Od roku 2008 až do 5. října 2014 byl rovněž šéfdirigentem Vídeňské státní opery. Odtud odešel sám pro neshody s ředitelem divadla Meyerem, které se týkaly otázek uměleckého zaměření.
V letech 2011 a 2013 dirigoval Vídeňské filharmoniky na jejich tradičním novoročním koncertě. Při Salcburském festivalu 2015 řídil Welser-Möst Beethovenovu operu Fidelio a Straussovo dílo Růžový kavalír.
Dne 11. listopadu 2018 vedl Welser-Möst slavnostní koncert Vídeňských filharmoniků na francouzském zámku Versailles u příležitosti 100. výročí uzavření Příměří z Compiègne a tím ukončení první světové války.

## Vystoupení v Česku
Ve dnech 26.–28. června 2019 dirigoval závěrečný koncert řady B České filharmonie. Na programu byla Symfonie č. 3 D dur D 200 Franze Schuberta a Sinfonia Domestica op. 53 TrV 158 Richarda Strausse.

## Nahrávky
Od počátků pokládal Franz Welser-Möst za důležité, aby jeho díla byla nahrána. V roce 1996 získal Gramophone Award za nahrávku za 4. symfonii Franze Schmidta. Roku 2007 vydala německá společnost Deutsche Grammophon poprvé komerční nahrávku Welser-Mösta s Cleveland Orchestra – Beethovenovu 9. symfonii.